# Declinação na língua finlandesa
O sistema de declinação do finlandês conta com um complexo sistema de quinze casos, a saber:
- caso nominativo, caso do sujeito;
- caso genitivo, caso do adjunto adnominal de posse;
- caso acusativo, caso do objeto direto;
- caso essivo, caso do adjunto adnominal de estado;
- caso partitivo, caso do adjunto adnominal de parte;
- caso translativo, caso do adjunto adverbial de mudança de estado;
- caso inessivo, caso do adjunto adverbial de lugar;
- caso elativo, caso do adjunto adverbial de saída de um lugar;
- caso ilativo, caso do adjunto adverbial de entrada de um lugar;
- caso adessivo, caso do adjunto adverbial de lugar externo;
- caso ablativo, caso do adjunto adverbial de saída de lugar externo;
- caso alativo, caso do adjunto adverbial de entrada em um lugar externo;
- caso abessivo, caso do adjunto adnominal/adverbial de ausência;
- caso comitativo, caso do adjunto adverbial de companhia;
- caso instrutivo, caso do adjunto adverbial de instrumento.